# Leptolalax kajangensis
Leptolalax kajangensis é uma espécie de anfíbio da família Megophryidae.
É endémica de Malásia.
Os seus habitats naturais são: rios e cavernas.